# Patrimonio indisponibile
Nell'ordinamento giuridico italiano il patrimonio indisponibile è quell'insieme di beni appartenenti allo Stato, alle Province o ai Comuni, elencati nell'art. 826 c.c.

## L'art. 826 c.c.
Tali beni hanno caratteristiche simili ai beni demaniali, ma con vincoli sensibilmente minori. Sono inseriti nel patrimonio indisponibile dello Stato oppure nel patrimonio indisponibile di Regione, di Province o di Comuni:
- le foreste;
- le miniere;
- qualsiasi cosa sia di interesse storico, archeologico, paletnologico, paleontologico e artistico che sia stata ritrovata da qualsiasi soggetto nel sottosuolo;
- i beni necessari per lo svolgimento delle funzioni del presidente della Repubblica (patrimonio indisponibile dello Stato).
- le caserme, gli armamenti, le navi e gli aeromobili militari.
- beni elencati in modo generico dal medesimo articolo di cui sopra, ovvero tutti quei beni (mobili ed immobili) destinati ad un pubblico servizio e di proprietà dello Stato, delle Province o dei Comuni.

L'ente competente, per l'assegnazione e la gestione di questi beni, è oggetto di leggi dello Stato, oggi spesso discussi nella conferenza di rapporti Stato e Regioni. In base al nuovo ordinamento di stampo federalista molti beni patrimoniali, prima di essere dismessi, seguono un trasferimento gerarchico dallo Stato alla Regione, alla Provincia, nonché al Comune. Tale trasferimento è regolato, peraltro, dalle nuove competenze, per effetto del decentramento nonché per la favorevole presenza fisica degli amministratori locali sul territorio al fine di garantire maggiori benefici, derivanti dall'uso della cosa pubblica.
Anche la fauna selvatica italiana è stata definita patrimonio indisponibile dello Stato con la legge L. 27 dicembre 1977, n. 968. A seguito dell'abrogazione della legge 968/1977, la definizione della fauna selvatica come patrimonio indisponibile è contenuta nell'art. 1, primo comma, della legge L. 11 febbraio 1992, n. 157: "La fauna selvatica è patrimonio indisponibile dello Stato ed è tutelata nell'interesse della comunità nazionale ed internazionale."

## Tutela
Tale tipologia di beni, ai sensi dell'art. 828 c.c., non possono essere sottratti alla loro funzione pubblica. Questa condizione li sottrae a qualsiasi azione esecutiva. A differenza dei beni demaniali, sui beni del patrimonio indisponibile è possibile l'iscrizione di alcuni diritti reali di godimento a favore di terzi, anche a privati, fermo restando però che tali diritti non contrastino con il fine pubblico del bene.

## Riferimenti normativi
- Codice Civile